# Stanisław Mickaniewski
Stanisław Mickaniewski (ur. 31 marca 1895 w Rydze, zm. 29 listopada 1939 w Kalwarii) – major lekarz Wojska Polskiego.

## Życiorys
Urodził się 31 marca 1895 w Rydze, w rodzinie Rudolfa i Stefanii z Baranowskich. Został lekarzem, uzyskał stopień naukowy doktora.
Po odzyskaniu przez Polskę niepodległości został przyjęty do Wojska Polskiego. Został awansowany na stopień porucznika w korpusie oficerów sanitarnych ze starszeństwem z dniem 1 stycznia 1921. Jako oficer nadetatowy 10 batalionu sanitarnego w Przemyślu w 1923 był lekarzem w Zbrojowni nr 5 w tym samym mieście, a w 1924 był lekarzem w Szpitalu Okręgowym nr X. Następnie został awansowany na stopień kapitana ze starszeństwem z dniem 1 stycznia 1928. W latach 20. został przeniesiony do Korpusu Ochrony Pogranicza. Od 1927 do 1939 był lekarzem batalionu KOP „Sejny” w Sejnach. W latach 30. został awansowany na stopień majora. W latach 30. był nauczycielem w Prywatnym Gimnazjum i Liceum Męskim im. św. Kazimierza w Sejnach
Po wybuchu II wojny światowej i agresji ZSRR na Polskę trafił do obozu internowania w Kalwarii. W tym miejscu leczył przebywających tam żołnierzy. Tam zmarł 29 listopada 1939.
20 października 2012 w Sejnach został zasadzony Dąb Pamięci honorujący mjr. Stanisława Mickaniewskiego.

## Ordery i odznaczenia
- Złoty Krzyż Zasługi (11 listopada 1938)[15]
- Srebrny Krzyż Zasługi (14 października 1934)[16]